# Rheingau-Taunus-Kreis
Der Rheingau-Taunus-Kreis ist eine Gebietskörperschaft mit 185.651 Einwohnern (31. Dezember 2024) im Regierungsbezirk Darmstadt in Hessen. Der Landkreis liegt westlich und nördlich der Landeshauptstadt Wiesbaden und entstand im Jahr 1977 aus einem Zusammenschluss von Rheingaukreis und Untertaunuskreis. Kreisstadt ist das zentral gelegene Bad Schwalbach. Verwaltungsaußenstellen befinden sich in Rüdesheim am Rhein und Idstein. Bevölkerungsreichste Stadt ist Taunusstein als Nachbarstadt Wiesbadens.

## Geografie

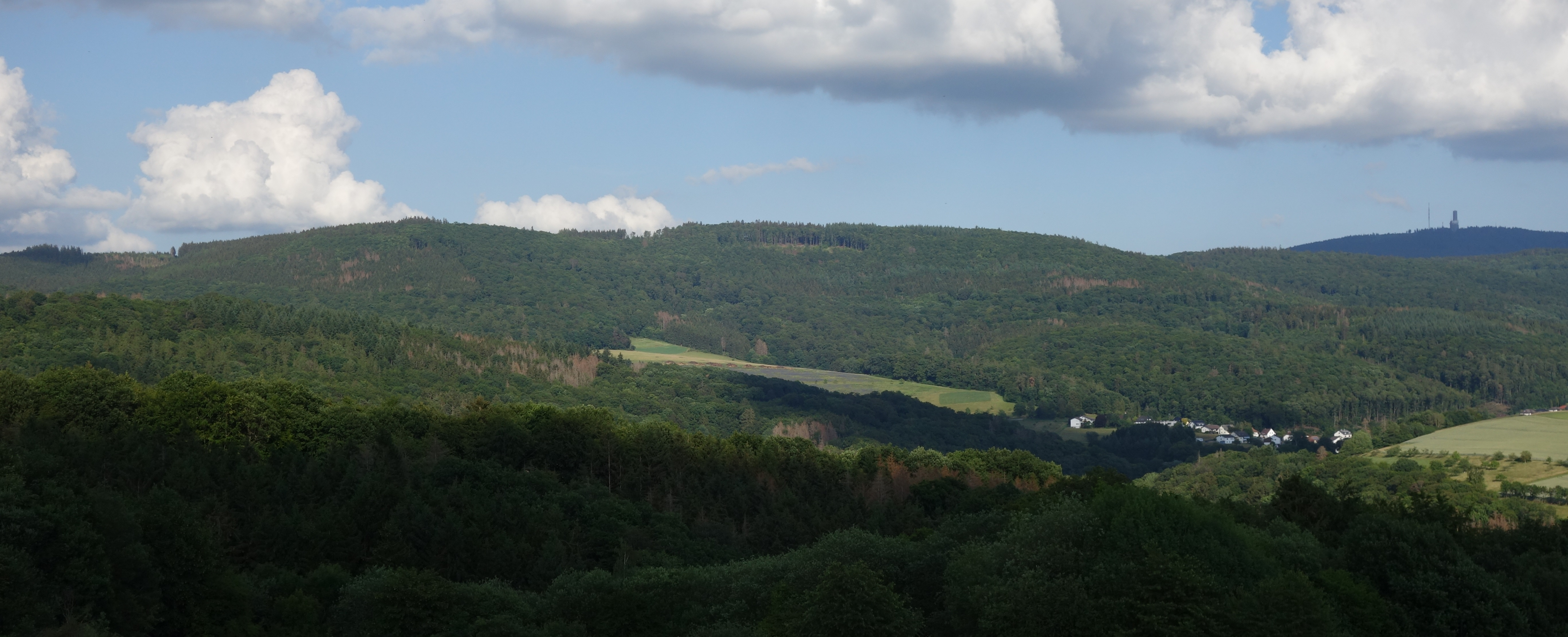
Der Windhain ist mit 629,3 Metern die höchste Erhebung im Rheingau-Taunus-Kreis. Der Berg befindet sich am östlichen Rand des Kreises über dem Ort Wüstems und ist Teil der Feldberg-Langhals-Pferdskopf-Scholle

### Lage
Das Kreisgebiet umlagert die Westhälfte des Taunushauptkamms, wobei der ehemalige Kreisteil Untertaunus sich nördlich von Wiesbaden im westlichen Hintertaunus erstreckt. Am Ostrand des Kreisgebietes, schon in Nähe des Großen Feldbergs, liegt der 629,3 m ü. NHN hohe Windhain als höchste Erhebung des Kreises. Südwestlich des Untertaunus und jenseits des tief eingeschnittenen Walluftals gruppiert sich der Rheingau nördlich und südlich um das Rheingaugebirge mit Siedlungsschwerpunkt und Weinanbau in Rheinufernähe und im Taunusvorland. Nördlich davon erstrecken sich im Rheingaugebirge und im Wispertaunus ausgedehnte Waldgebiete, die zu den größten in Hessen zählen. Der Rhein bildet die südliche und südwestliche Kreis- und Landesgrenze. Der westlichste Teil des Kreises gehört zum Welterbe Kulturlandschaft Oberes Mittelrheintal.

### Flächennutzung
Das Kreisgebiet umfasst eine Gesamtfläche von 81.148 Hektar.
| Flächentyp              | Fläche in Hektar | Anteil in Prozent |
| ----------------------- | ---------------- | ----------------- |
| Gebäude- und Freifläche | 04442            | 05,5              |
| Betriebsfläche          | 00.183           | 00,2              |
| Erholungsfläche         | 00.774           | 01,0              |
| Verkehrsfläche          | 05229            | 06,4              |
| Landwirtschaftsfläche   | 23.545           | 29,0              |
| Waldfläche              | 45.221           | 55,7              |
| Wasserfläche            | 01454            | 01,8              |
| Fläche anderer Nutzung  | 00.309           | 00,4              |

Die Waldfläche erreicht als Nutzungsart mit 55,7 Prozent einen in Hessen weit überdurchschnittlichen Anteil. Die Größe der Wasserfläche ist bemerkenswert und übertrifft mit knapp 15 Quadratkilometern die Fläche des Edersees um fast 30 Prozent. Geschuldet ist dieser Reichtum an Wasserflächen dem Anteil des Rheingau-Taunus-Kreises am Inselrhein, der in Höhe des Rheingaus stellenweise eine Breite von tausend Metern erreicht. Die Kreisgrenze liegt in der Mitte des historischen Hauptfahrwassers.

### Nachbarkreise
Nachbarkreise sind, im Norden beginnend im Uhrzeigersinn, die Landkreise Limburg-Weilburg, Hochtaunuskreis und Main-Taunus-Kreis und die kreisfreie Stadt Wiesbaden (alle in Hessen). Im Süden und Südwesten bildet der Rhein die natürliche Grenze zum Land Rheinland-Pfalz. Dort liegt links des Rheins der Landkreis Mainz-Bingen. Im Nordwesten grenzt er an den rheinland-pfälzischen Rhein-Lahn-Kreis.

## Geschichte
Der ehemals fränkische Rheingau gehörte von 983 bis 1803 zum Erzstift Mainz und kam dann an das Herzogtum Nassau. Der Untertaunus gehörte westlich der Aar zur Niedergrafschaft Katzenelnbogen und im Übrigen zum Fürstentum Nassau. Nach einem das ehemalige Pays réservé betreffenden Gebietstausch mit Kurhessen im Jahr 1816 war das ganze heutige Kreisgebiet Teil des Herzogtums Nassau. Infolge des Deutschen Krieges von 1866 wurde Nassau vom Königreich Preußen annektiert. Es entstand die Provinz Hessen-Nassau. 1867 wurde die Provinz in Kreise eingeteilt und es entstanden so der Rheingaukreis mit Kreissitz in Rüdesheim am Rhein und der Untertaunuskreis mit Kreissitz in Langenschwalbach, heute Bad Schwalbach. Sie bestanden auch weiter, als das Gebiet nach dem Zweiten Weltkrieg zum Land Hessen kam.
Im Rahmen der Gebietsreform in Hessen wurden beide Kreise am 1. Januar 1977 zum Rheingau-Taunus-Kreis vereinigt. Die frühere Gemeinde Niedernhausen mit dem Ortsteil Königshofen kam aus dem Main-Taunus-Kreis hinzu und wurde mit Gemeinden im Untertaunuskreis zu einer Gemeinde mit dem Namen Niedernhausen zusammengeschlossen. Kreisstadt wurde das zentral gelegene Bad Schwalbach.

### Einwohnerentwicklung

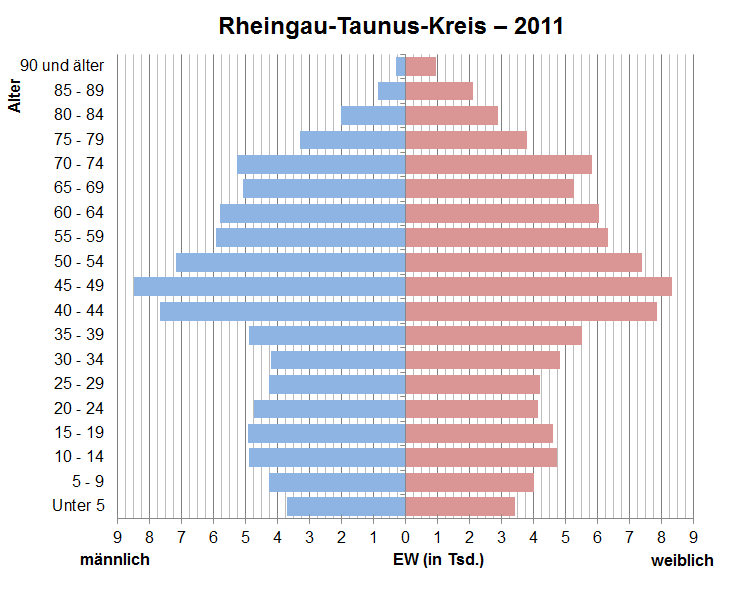
Bevölkerungspyramide für den Rheingau-Taunus-Kreis (Datenquelle: Zensus 2011)

| Jahr | Einwohner | Quelle |
| ---- | --------- | ------ |
| 1977 | 156.900   | [ 6 ]  |
| 1980 | 162.400   | [ 7 ]  |
| 1990 | 171.600   | [ 7 ]  |
| 2000 | 184.576   | [ 8 ]  |
| 2010 | 183.354   | [ 9 ]  |
| 2014 | 182.691   | [ 10 ] |
| 2022 | 189.614   | [ 11 ] |

### Konfessionsstatistik
Laut der Volkszählung 2011 waren 32,1 % der Einwohner evangelisch, 32,5 % römisch-katholisch und 35,3 % gehörten einer sonstigen oder keiner Religionsgesellschaft an oder machten keine Angabe. Der Mitgliederschwund der großen Kirchen hielt seitdem weiter an. Gemäß Zensus 2022 waren (Mai 2022) 25,1 % der Einwohner evangelisch, 25,8 % katholisch und 49,1 % waren konfessionslos, gehörten einer anderen Glaubensgemeinschaft an oder machten keine Angabe.

## Politik

### Kreistag
Die Kommunalwahl am 14. März 2021 lieferte folgendes Ergebnis, in Vergleich gesetzt zu früheren Kommunalwahlen:
| Diagrammdarstellung von Wahlergebnis und Sitzverteilung | Diagrammdarstellung von Wahlergebnis und Sitzverteilung                                                                                             |
| --- | --- |
| Kommunalwahl im Rheingau-Taunus-Kreis 2021Wahlbeteiligung: 56,3 % 403020100 33,221,119,77,77,03,6 CDUSPDGrüneAfDFWGFDPLinkeGewinne und Verlusteim Vergleich zu 2016 %p 10 8 6 4 2 0 −2 −4 −6−2,1−3,0+8,5−5,7+1,7+0,2+0,4CDUSPDGrüneAfDFWGFDPLinke | Sitzverteilung im Kreistag des Rheingau-Taunus-Kreises 2021Insgesamt 61 Sitze - Linke: 2 - SPD: 13 - Grüne: 12 - FWG: 5 - CDU: 20 - FDP: 4 - AfD: 5 |

| Wahlvorschläge             | Wahlvorschläge                              | % 2016 | Sitze 2016 | % 2011 | Sitze 2011 | % 2006 | Sitze 2006 | % 2001 | Sitze 2001 |
| -------------------------- | ------------------------------------------- | ------ | ---------- | ------ | ---------- | ------ | ---------- | ------ | ---------- |
| CDU                        | Christlich Demokratische Union Deutschlands | 35,3   | 21         | 35,8   | 22         | 39,8   | 24         | 39,1   | 28         |
| SPD                        | Sozialdemokratische Partei Deutschlands     | 24,1   | 15         | 30,8   | 19         | 33,6   | 20         | 37,2   | 26         |
| AfD                        | Alternative für Deutschland                 | 13,4   | 08         | —      | —          | —      | —          | —      | —          |
| Grüne                      | Bündnis 90/Die Grünen                       | 11,2   | 07         | 18,9   | 12         | 10,3   | 06         | 10,0   | 07         |
| FDP                        | Freie Demokratische Partei                  | 06,8   | 04         | 05,0   | 03         | 06,1   | 04         | 06,5   | 05         |
| FWG                        | Freie Wählergemeinschaft Rheingau-Taunus    | 06,0   | 04         | 07,2   | 04         | 07,5   | 05         | 04,5   | 03         |
| Linke                      | Die Linke                                   | 03,2   | 02         | 02,3   | 01         | —      | —          | —      | —          |
| REP                        | Die Republikaner                            | —      | —          | —      | —          | 02,7   | 02         | 02,7   | 02         |
| Gesamt                     | Gesamt                                      | 100    | 61         | 100    | 61         | 100    | 61         | 100    | 71         |
| Wahlbeteiligung in Prozent | Wahlbeteiligung in Prozent                  | 53,0   | 53,0       | 51,4   | 51,4       | 50,0   | 50,0       | 55,6   | 55,6       |

### Landrat
Nach der hessischen Kommunalverfassung wird der Landrat für eine sechsjährige Amtszeit gewählt, seit dem Jahr 1993 in einer Direktwahl, und ist Vorsitzender des Kreisausschusses, dem im Rheingau-Taunus-Kreis neben dem Landrat ehrenamtlich ein Erster Kreisbeigeordneter und 14 weitere Kreisbeigeordnete angehören. Landrat ist seit dem 5. Juli 2023 Sandro Zehner (CDU), der zuletzt Bürgermeister der Stadt Taunusstein war. Er wurde als Nachfolger von Frank Kilian, der nach einer Amtszeit nicht wieder kandidiert hatte, am 12. März 2023 im ersten Wahlgang bei 40,17 Prozent Wahlbeteiligung mit 52,83 Prozent der Stimmen gewählt.  Als ehrenamtlicher Erster Kreisbeigeordneter und damit als Stellvertreter des Landrats fungiert der Bundestagsabgeordnete Klaus-Peter Willsch (CDU).
Amtszeiten der Landräte
- 2023–2029 Sandro Zehner (CDU)[19]
- 2017–2023 Frank Kilian[20]
- 2005–2017 Burkhard Albers (SPD)
- 1999–2005 Bernd Röttger (CDU)
- 1989–1999 Klaus Frietsch (SPD)
- 1983–1989 Heribert Dietz (CDU)
- 1977–1983 Heribert Märten (CDU)
- 1977 Karl-Heinz Becker (SPD), als Staatsbeauftragter

### Wahlkreise
Bei Landtagswahlen teilt sich der Kreis in die Wahlkreise Rheingau-Taunus I und Rheingau-Taunus II, bei Bundestagswahlen ist er Teil des Bundestagswahlkreises Rheingau-Taunus – Limburg.

### Hoheitssymbole
Der Rheingau-Taunus-Kreis führt ein Siegel, ein Wappen sowie eine Hiss- und eine Bannerflagge.

Hissflagge
Bannerflagge

| Wappen von Rheingau-Taunus-Kreis | Blasonierung: „Schräglinks geteilt: oben in mit goldenen Schindeln bestreutem blauen Feld ein wachsender, rot bewehrter und so gezungter goldener Löwe, unten in Silber ein rotes sechsspeichiges Rad.“ |
| Wappen von Rheingau-Taunus-Kreis | Wappenbegründung: Der Löwe steht für das ehemalige Herzogtum Nassau und entstammt dem Wappen des ehemaligen Untertaunuskreises. Das farblich umgekehrte Mainzer Rad des Bistums Mainz wurde dem alten Wappen des Rheingaukreises entnommen. Das Wappen vereinigt so die beiden Herrschaftsgebiete. Das Wappen wurde am 22. Januar 1981 verliehen. |

Der Kreistag des Rheingau-Taunus-Kreises hat die Annahme der nachstehend beschriebenen Flagge beschlossen, die der Hessische Minister des Innern am 25. August 1981 genehmigte.
Flaggenbeschreibung: „Die Flagge des Rheingau-Taunus-Kreises zeigt die Farben Blau und Gelb, in der oberen Hälfte mit dem Wappen des Kreises belegt.“

### Partnerschaften
Der Rheingaukreis bzw. der Rheingau-Taunus-Kreis pflegt seit 1972 eine Patenschaft mit dem Bezirk Wilmersdorf bzw. seit 2001 Charlottenburg-Wilmersdorf in Berlin, die 1991 zur Partnerschaft wurde. Dazu gehört seit 1984 auch eine Rebanlage im Stadion Wilmersdorf mit Rebstöcken aus dem Rheingau. Je 100 Reben der Sorten Weißer Riesling und Ehrenfelser werden von den Winzern aus dem Rheingau gekeltert. Daraus entsteht die Wilmersdorfer Rheingauperle, welche zu besonderen Anlässen gereicht wird. Erste Ernte war im Herbst 1986. Zwischen Mitte Mai und Mitte September kann man die Rheingau-Winzer auf dem Rüdesheimer Platz, dem Zentrum des Rheingauviertels in Berlin-Wilmersdorf, mit ihrem Weinbrunnen erleben.

### Trivia
Zu diesem o. g. Rüdesheimer Platz existiert ein Stück des Liedermachers Manfred Maurenbrecher aus dem Jahre 2013 mit dem Titel Paradies Rüdi im Dreivierteltakt.

## Wirtschaft und Infrastruktur

### Wirtschaft

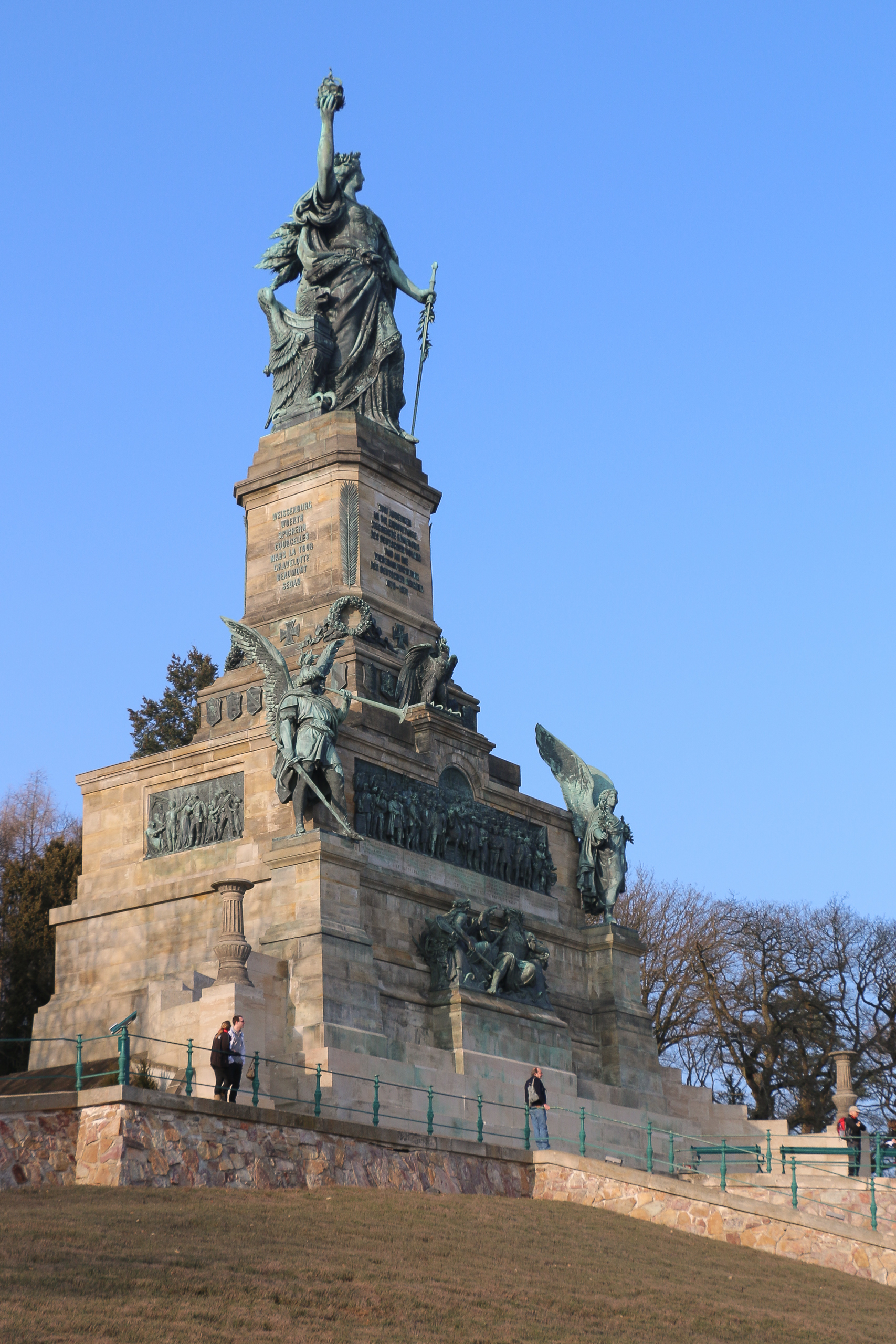
Als touristische Attraktion im Rheingau-Taunus-Kreis gilt das Niederwalddenkmal bei Rüdesheim, ein Nationaldenkmal des Deutschen Kaiserreichs, Aufnahme von 2014 nach der Sanierung.

Der internationale Bekanntheitsgrad der Region beruht auf dem Qualitätsweinbau im Rheingau in Verbindung mit der Rheinromantik. Rheingauer Spitzenweine, insbesondere der Riesling-Weißwein, genießen Weltruf. Daneben ist Assmannshausen für seinen Spätburgunder-Rotwein bekannt. Die Verbindung von Weinkultur und Rheinromantik ist ein wesentlicher Motor für den Tourismus, der sowohl Tagesausflügler aus dem Rhein-Main-Gebiet als auch Urlaubsreisende anzieht. Auch das 1987 ins Leben gerufene Rheingau Musik Festival und der 2005 geschaffene Rheinsteig haben die Anziehungskraft der Region gesteigert. Damit ist der Tourismus ein wichtiger Wirtschaftszweig der Region, dessen Schwerpunkt Rüdesheim, Assmannshausen und das Niederwalddenkmal sind. Für den Großteil des Landkreises, der nicht zum Weinanbaugebiet Rheingau zählt, wurde der Naturpark Rhein-Taunus ins Leben gerufen mit dem Ziel, den Menschen eine naturnahe Erholung zu ermöglichen.
Der Untertaunus ist hingegen durch allgemeine Landwirtschaft und kleine und mittlere Gewerbebetriebe geprägt. Viele Bewohner aus beiden Kreisteilen pendeln nach Wiesbaden und Frankfurt am Main.
Im Kreisgebiet gibt es drei Hochschulen; in Geisenheim befindet sich die Hochschule Geisenheim, in Idstein die Hochschule Fresenius und im Oestrich-Winkeler Stadtteil Oestrich die EBS Universität für Wirtschaft und Recht.

### Verkehr
Die einzige Bundesautobahn, die durch den Landkreis führt, ist im Osten die A 3. Sie durchquert ihn im Abschnitt Köln–Frankfurt am Main von Norden nach Süden mit den Anschlussstellen Idstein und Wiesbaden/Niedernhausen.
Die A 66 geht an der Anschlussstelle Wiesbaden-Frauenstein in die Bundesstraße 42 über, die bis Erbach im Rheingau vierstreifig ausgebaut ist. Von da an verläuft sie, außer in der Ortsdurchfahrt Rüdesheim, als Umgehungsstraße am Rhein entlang Richtung Koblenz. Sie liegt auf einem aufgeschütteten Fahrdamm im Überschwemmungsgebiet, ist aber bei Hochwasser dennoch von Überflutung bedroht. Die erste überflutete Stelle ist ein kurzes Stück mit abgesenkter Fahrbahn zwischen Oestrich und Mittelheim, und zwar erreicht das Hochwasser die B 42 bei Pegelstand in Bingen von 4,60 Meter. Das ist 30 Zentimeter unter der Hochwassermarke II, bei der die Rheinschifffahrt eingestellt wird. Weitere Bundesstraßen im Kreisgebiet sind die B 8, B 54, B 260, B 275 und B 417.
Entlang der A 3 führt seit 2002 die Trasse der Schnellfahrstrecke Köln–Frankfurt ohne Halt durch den Kreis. Nächstgelegene ICE-Haltestellen sind Wiesbaden Hauptbahnhof, Mainz Hauptbahnhof, Frankfurt (Main) Hauptbahnhof, Limburg Süd und Koblenz Hauptbahnhof. Das Kreisgebiet wird durch zwei Bahnlinien erschlossen, zum einen durch die Rechte Rheinstrecke, die den Rheingau mit Wiesbaden und Koblenz verbindet, und zum anderen die Main-Lahn-Bahn zwischen Frankfurt bzw. Wiesbaden und Limburg mit vier Haltestellen im Kreis. Die Aartalbahn, die die Kreisstadt Bad Schwalbach mit Wiesbaden verbunden hat, ist seit 1983 bis auf einen zeitweilig durchgeführten Museumsbahnbetrieb der Nassauischen Touristik-Bahn stillgelegt.
Im Süden und Westen hat der Rheingau-Taunus-Kreis Anteil am Rhein als einer internationalen Wasserstraße. Die Kreisgrenze liegt im Prinzip in der Mitte der Fahrrinne und schließt so einige Inseln mit ein. Die größte dieser Inseln ist die Mariannenaue bei Erbach und Hattenheim. Die einzige Rheinbrücke im Kreisgebiet, die Hindenburgbrücke, wurde am Ende des Zweiten Weltkriegs zerstört und nicht wieder aufgebaut. Autofähren über den Rhein gibt es von Oestrich-Winkel nach Ingelheim, von Rüdesheim nach Bingen und von Lorch nach Niederheimbach. Bei Rüdesheim gibt es einen Schutzhafen mit Wasserschutzpolizeistation. Anlegestellen für die Linienschifffahrt der Köln-Düsseldorfer befinden sich in Eltville, Rüdesheim, Assmannshausen und Lorch. Daneben bieten mehrere hier ansässige Unternehmen fahrplanmäßige Ausflugsfahrten an. In Rüdesheim befinden sich zudem mehrere Liegeplätze für Kabinenschiffe, die auf Flusskreuzfahrt hier festmachen.
Die Rheingau-Taunus-Verkehrsgesellschaft (RTV) ist die lokale Nahverkehrsgesellschaft des Rheingau-Taunus-Kreis. Sie ist Gesellschafterin des Rhein-Main-Verkehrsverbundes.

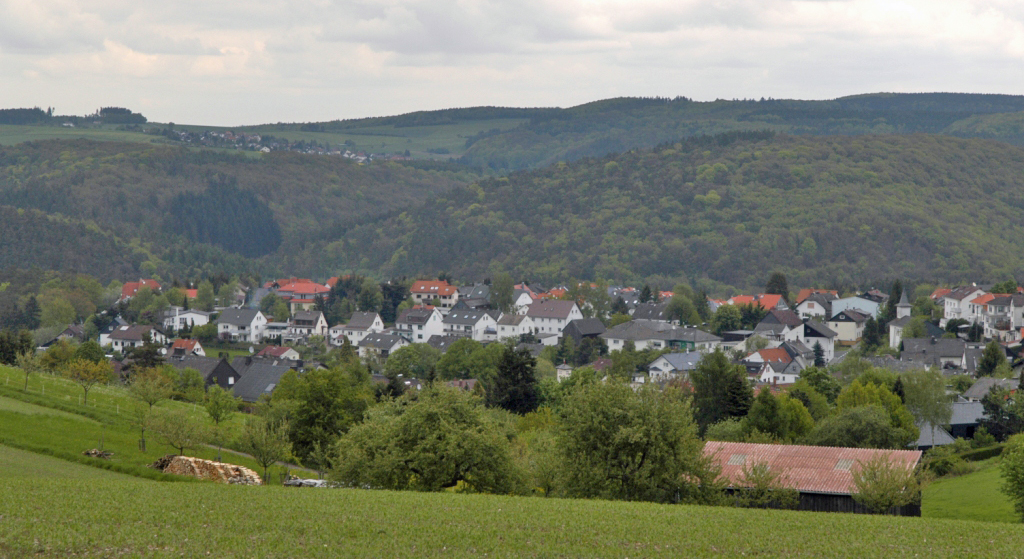
Typische Taunuslandschaft bei Hettenhain mit Blick über das Aartal
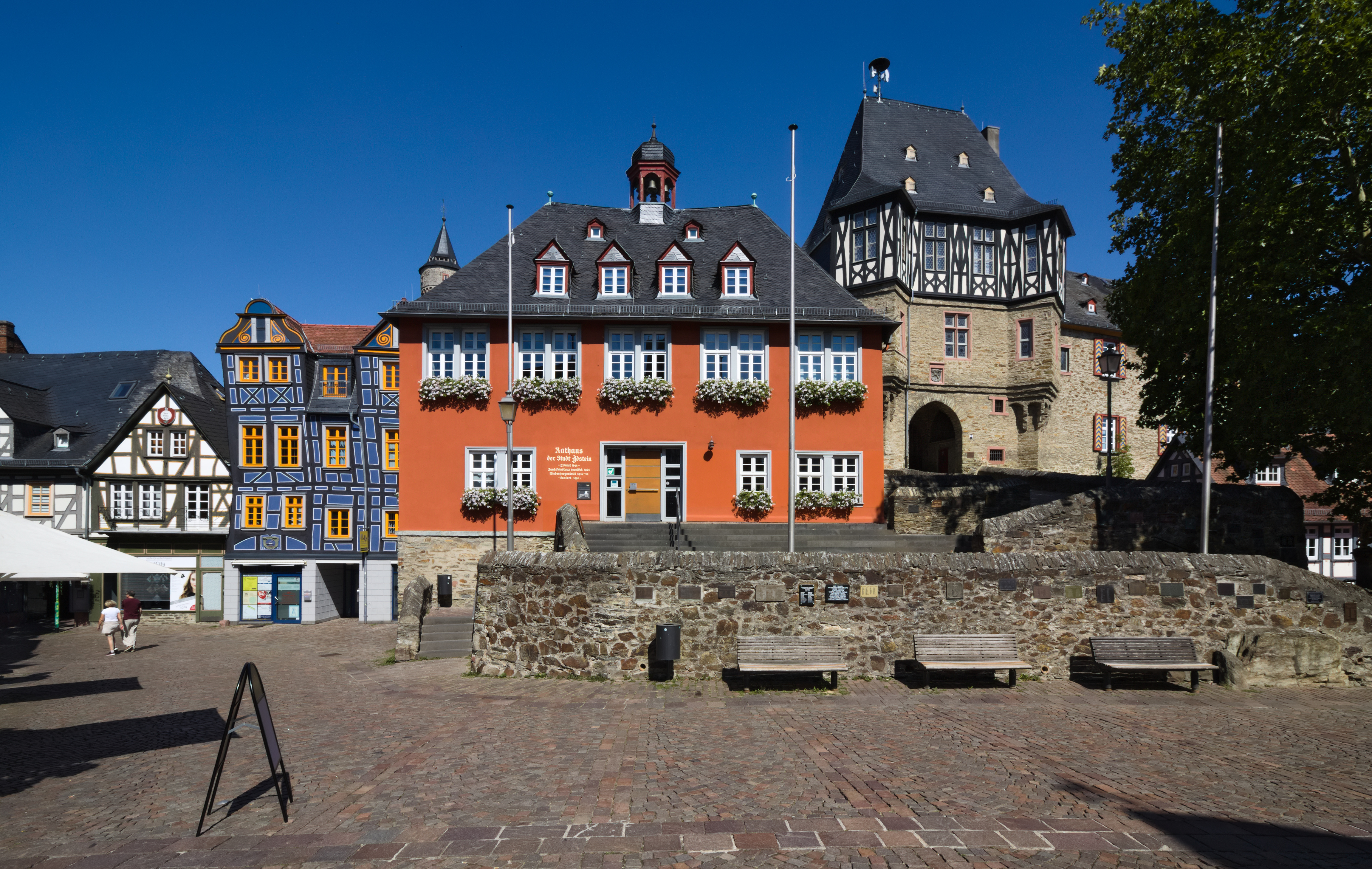
Historische Altstadt mit Rathaus von Idstein
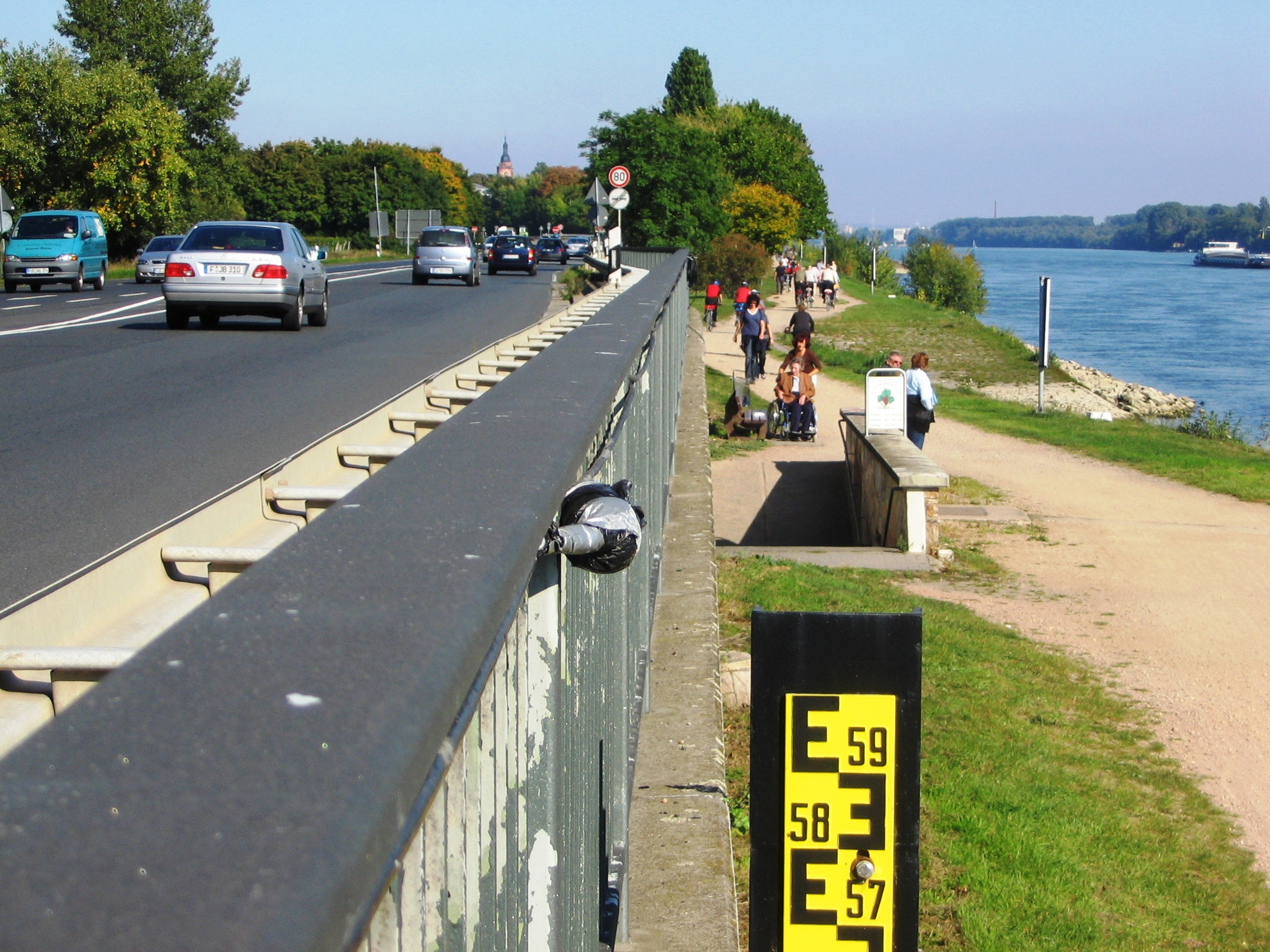
Rheinpegel an der Bundesstraße 42. Die Anzeige am Pegelstab reicht bis 6 Meter, bei 5,46 Meter wird hier die Fahrbahn überspült. 1988 wurde hier ein Pegel von 5,80 Meter erreicht.
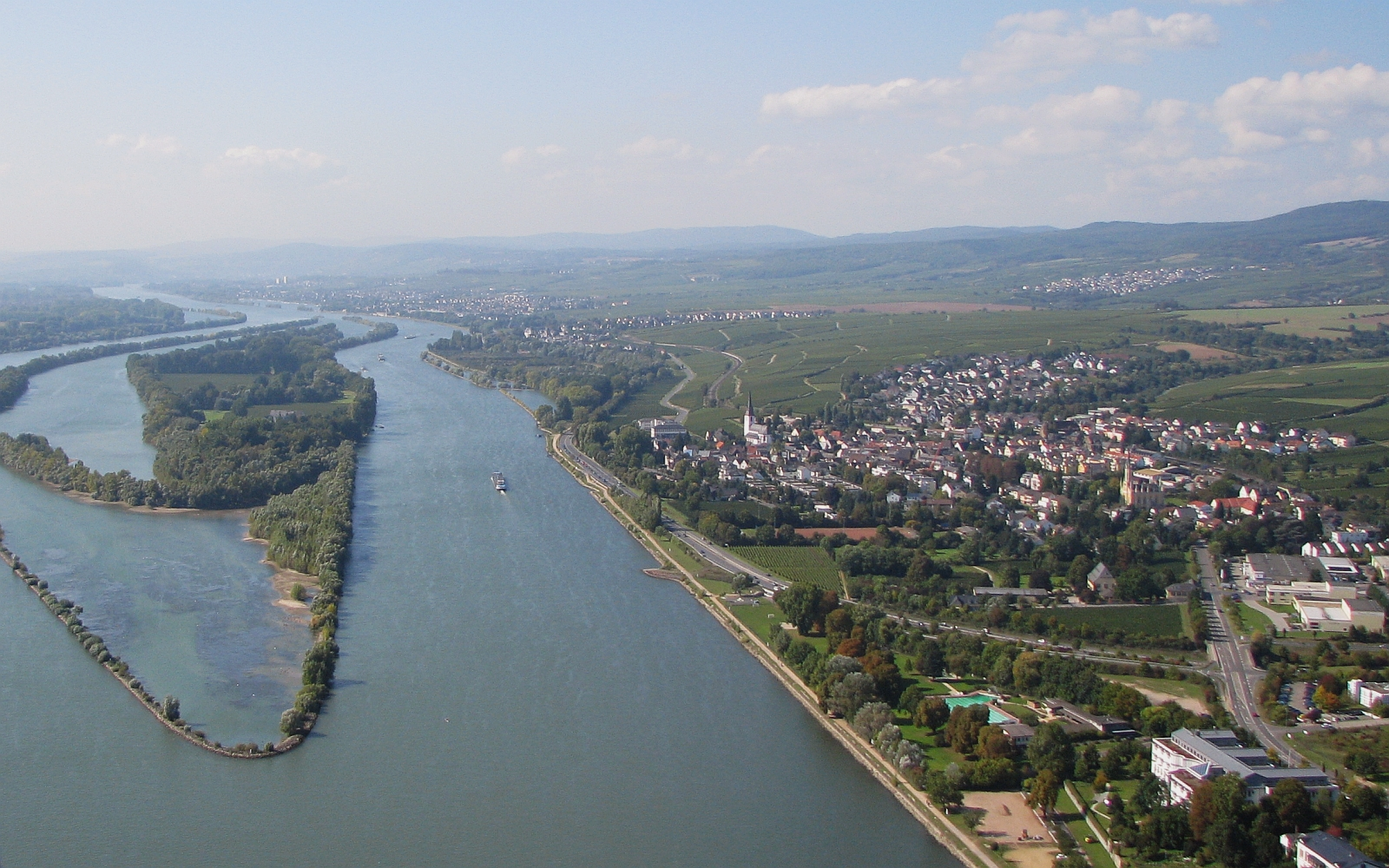
Der Rhein bei Erbach im Rheingau mit der größten Rheininsel Mariannenaue
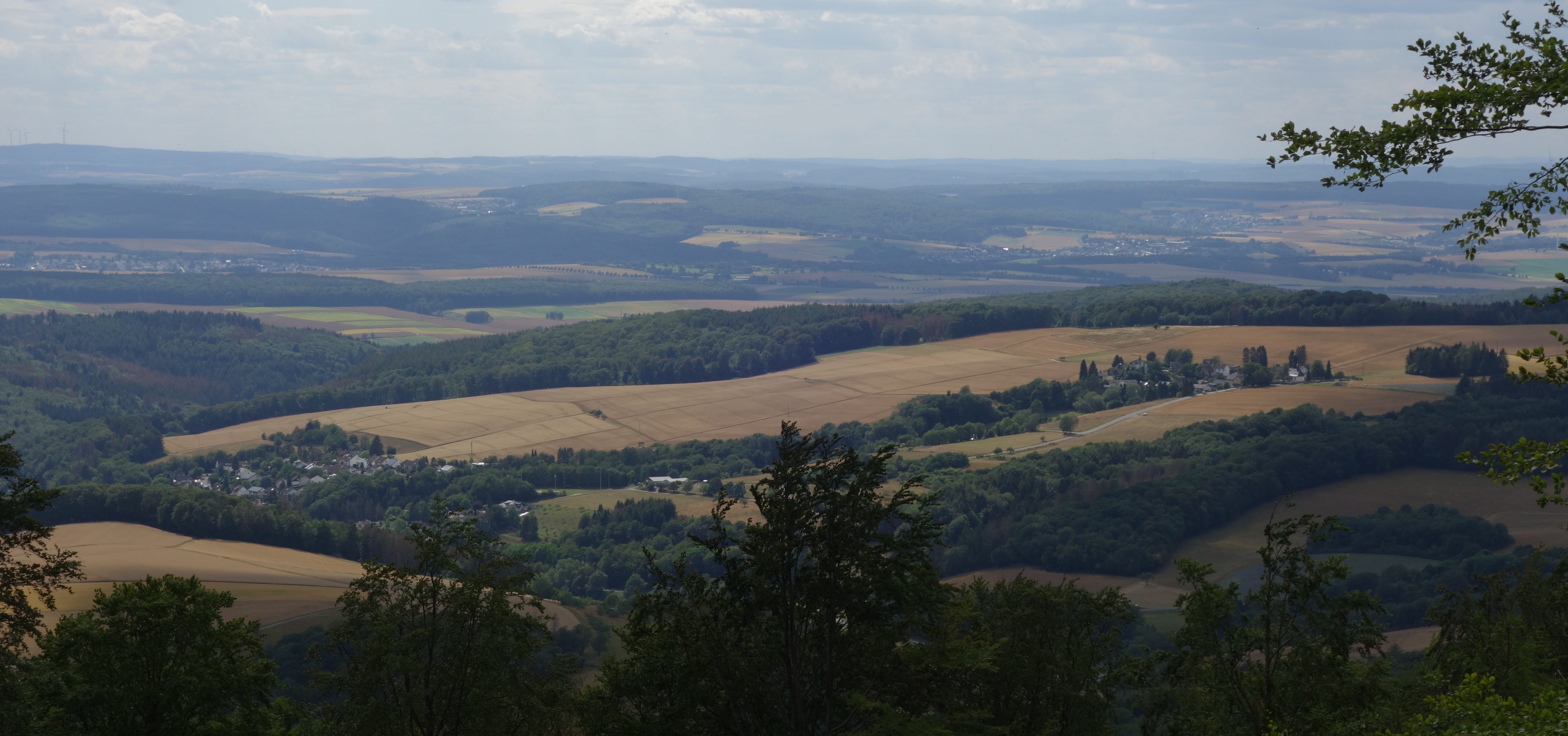
Blick vom Windhain auf Niederems (links) und den Weiler Reinborn von Osten; links über Niederems ist der Idsteiner Ortsteil Wörsdorf erkennbar.

### Gesundheitseinrichtungen
Im Rheingau-Taunus-Kreis existieren mehrere Krankenhaus-Standorte. Die früheren Kreiskrankenhäuser Idstein und Bad Schwalbach wurden 2001 wegen der hohen Kosten privatisiert und der Standort in Bad Schwalbach durch den Träger Helios im Mai 2018 geschlossen. Seitdem betreibt Helios noch das 2008 am neuen Standort errichtete Krankenhaus Idstein. In Rüdesheim am Rhein steht das St.-Josefs-Hospital Rheingau. Bei Eltville sind die Klinik für Psychiatrie und Psychotherapie Eichberg und die Klinik für Kinder- und Jugendpsychiatrie Rheinhöhe gelegen und in Kiedrich gibt es das St. Valentinus-Krankenhaus. In Idstein liegt die Behinderten- und Jugendhilfeeinrichtung Kalmenhof.
Der Rettungsdienst im Kreisgebiet wird von der Zentralen Rettungsleitstelle im Kreishaus in Bad Schwalbach koordiniert und im Auftrag des Kreises durch den Malteser Hilfsdienst, das Deutsche Rote Kreuz, den Arbeiter-Samariter-Bund und die Johanniter-Unfallhilfe durchgeführt.
Über Rettungswagen verfügen die Rettungswachen in Aarbergen-Michelbach (DRK), Bad Schwalbach (DRK und JUH), Eltville (MHD), Heidenrod-Egenroth (ASB), Hohenstein (JUH), Hünstetten-Wallbach (ASB), Idstein (DRK), Lorch (ASB), Niedernhausen (ASB), Oestrich-Winkel (MHD), Rüdesheim (DRK), Schlangenbad-Wambach (DRK), Taunusstein-Wehen (ASB) und Waldems-Esch (DRK).
Die Standorte der Notarzteinsatzfahrzeuge sind Bad Schwalbach (DRK), Eltville (MHD), Niedernhausen (ASB), Oestrich-Winkel (MHD) und Taunusstein-Wehen (ASB).

### Bibliotheken
Einige Rheingau-Taunus-Bibliotheken (Stadtbücherei Bad Schwalbach, Mediathek Eltville am Rhein, Stadtbücherei Geisenheim, Gemeindebücherei Kiedrich und Gemeindebücherei Walluf) haben als erste öffentliche Bibliotheken in Hessen ein Verbundnetzwerk geschaffen, in welchem ein Fernleihsystem zwischen den teilnehmenden Bibliotheken integriert ist. Auch wurde ein gemeinsamer Online-Verbundkatalog erstellt. Das Bibliotheksportal des Rheingau-Taunus-Kreises wird als Biporta bezeichnet.

## Gemeinden
Der Rheingau-Taunus-Kreis umfasst 17 Gemeinden, davon acht Städte. Kreisstadt ist Bad Schwalbach, die einwohnerreichste Stadt ist Taunusstein. Zwei Städte, Eltville und Rüdesheim, tragen den amtlichen Zusatz „am Rhein“. Außerdem wurde den Städten Geisenheim und Idstein der Titel „Hochschulstadt“ durch den Hessischen Innenminister verliehen.
| Stadt                      | Einwohner |
| -------------------------- | --------- |
| Taunusstein                | 30.145    |
| Idstein                    | 25.736    |
| Eltville am Rhein          | 17.031    |
| Bad Schwalbach, Kreisstadt | 11.532    |
| Oestrich-Winkel            | 11.443    |
| Geisenheim                 | 11.369    |
| Rüdesheim am Rhein         | 09.879    |
| Lorch                      | 03.780    |

| Gemeinde      | Einwohner |
| ------------- | --------- |
| Niedernhausen | 14.345    |
| Hünstetten    | 10.380    |
| Heidenrod     | 07.437    |
| Aarbergen     | 06.210    |
| Schlangenbad  | 05.967    |
| Hohenstein    | 05.829    |
| Walluf        | 05.407    |
| Waldems       | 05.288    |
| Kiedrich      | 03.873    |

Quelle: Hessisches Statistisches Landesamt

## Kfz-Kennzeichen
Am 15. Januar 1980 wurde dem gesamten Landkreis das seit 1956 für den Rheingaukreis von dessen Kreisstadt Rüdesheim am Rhein hergeleitete Unterscheidungszeichen RÜD zugewiesen. Zuvor wurde im Untertaunus das Kürzel SWA (für Bad Schwalbach) des ehemaligen Untertaunuskreises weitergenutzt. Seit dem 15. August 2013 ist im Zuge der Kennzeichenliberalisierung neben RÜD auch SWA wieder erhältlich.